# 미스 유 올레디
미스 유 올레디(Miss You Already)는 영국에서 제작된 캐서린 하드윅 감독의 2015년 드라마 영화이다. 드류 베리모어 등이 주연으로 출연하였고 크리스토퍼 사이먼 등이 제작에 참여하였다.

## 출연

### 주연
- 드류 베리모어
- 토니 콜렛

### 조연
- 도미닉 쿠퍼
- 패디 콘시딘
- 타이슨 리터
- 멤 퍼더
- 재클린 비셋
- 자니스 아쿠아
- 아너 니프시
- 샬롯 호프
- 소피 홀랜드

## 제작진
- 사운드슈퍼바이저: 리 헨릭
- 미술: 아만다 맥아더
- 세트: 셀리아 드 라 헤이
- 시각효과: 매튜 브라만테
- 의상: 클레어 핀레이
- 배역: 루시 베반
- 배역: 루스 키